# Garcinia qinzhouensis
Garcinia qinzhouensis är en tvåhjärtbladig växtart som beskrevs av Y.X. Liang och Z.M. Wu. Garcinia qinzhouensis ingår i släktet Garcinia och familjen Clusiaceae. Inga underarter finns listade i Catalogue of Life.